# 村瀬嘉代子
村瀬 嘉代子（むらせ かよこ、1935年11月13日 - 2025年1月2日）は、日本の臨床心理学者。臨床心理士。博士（文学）。日本臨床心理士会元会長。一般財団法人公認心理師試験研修センター（旧 日本心理研修センター）顧問（前理事長）。
専門は、心理療法の治療機転、子供と家族への統合的心理療法、聴覚障害者への心理的援助。臨床心理学者で元東大教授の村瀬孝雄は夫。

## 経歴
- 1959年　奈良女子大学文学部教育学科心理学専攻卒業。
- 1959年～1965年　家庭裁判所調査官（補）。
- 1962年～1963年　カリフォルニア大学大学院バークレイ校留学。
- 1965年　大正大学カウンセリング研究所講師。
- 1984年　大正大学助教授。
- 1987年　大正大学教授。
- 1993年　大正大学人間学部並びに大学院人間福祉学科臨床心理学専攻教授。
- 2002年　奈良女子大　文学博士　論文の題は「子どもと家族への統合的心理療法 : その創案と臨床的展開 」[3]。
- 2007年　日本臨床心理士会会長。
- 2008年　北翔大学人間福祉学部教授。
- 2010年　北翔大学大学院人間福祉学研究科客員教授。

## 著書
- 『統合的心理療法の考え方 - 心理療法の基礎となるもの』（金剛出版）
- 『子どもと大人の心の架け橋 - 心理療法の原則と過程』（金剛出版）
- 『聴覚障害者の心理臨床』（日本評論社）
- 『詳解 子どもと思春期の精神医学』（共著、金剛出版）
- 『ロジャーズ - クライエント中心療法の現在』（共編、日本評論社）
- 『柔らかなこころ、静かな想い - 心理臨床を支えるもの』（創元社）

ほか